# Kiruvere järv
Kiruvere järv är en sjö i Estland.   Den ligger i landskapet Harjumaa, i den centrala delen av landet, 50 km sydost om huvudstaden Tallinn. Kiruvere järv ligger 80 meter över havet. Den ligger vid sjöarna  Tudra och Paunküla Veehoidla. I omgivningarna runt Kiruvere järv växer i huvudsak blandskog.